# À l'Olympia (album de Gilbert Bécaud)
Pour les articles homonymes, voir À l'Olympia.
Albums de Gilbert Bécaud
Bécaulogie - 1953 à 1987 Fais-moi signe
(1989)
À l'Olympia est le treizième album enregistré en public par Gilbert Bécaud dans la salle de Bruno Coquatrix. L'opus, produit par Gaya et Christian Wagner, comme le tour de chant de l'artiste, propose deux récitals : disque rouge et disque bleu.

## Autour de l'album
Référence originale : Pathé Marconi - EMI 791486-1

## Les titres
Les vingt-et-une pistes de cet album sont :

### Disque rouge
1. Mes mains (Pierre Delanoë/Gilbert Bécaud) [2 min 54 s]
2. Le Bateau blanc (Maurice Vidalin/Gilbert Bécaud) [1 min 55 s]
3. Les Marchés de Provence (Louis Amade/Gilbert Bécaud) [3 min 12 s]
4. C'était moi (Maurice Vidalin/Gilbert Bécaud) [2 min 47 s]
5. Quand tu danses (Frank Gérald, Pierre Delanoë/Gilbert Bécaud) [2 min 30 s]
6. Marie, Marie (Pierre Delanoë/Gilbert Bécaud) [3 min 30 s]
7. Quand Jules est au violon (Maurice Vidalin/Gilbert Bécaud) [2 min 20 s]
8. Au revoir (Maurice Vidalin/Gilbert Bécaud) [3 min 06 s]
9. Nathalie (Pierre Delanoë/Gilbert Bécaud) [3 min 41 s]
10. Quand il est mort le poète (Louis Amade/Gilbert Bécaud) [2 min 43 s]
11. La Ballade des baladins (Louis Amade/Gilbert Bécaud) [3 min 55 s]
12. Et le spectacle continu (Pierre Delanoë/Gilbert Bécaud) [3 min 33 s] (uniquement sur le CD)

### Disque bleu
1. Le Jour où la pluie viendra (Pierre Delanoë/Gilbert Bécaud) [2 min 08 s]
2. Tête de bois (Pierre Delanoë/Gilbert Bécaud) [3 min 14 s]
3. Le Mur (Maurice Vidalin/Gilbert Bécaud) [2 min 52 s]
4. Mademoiselle Lise (Maurice Vidalin/Gilbert Bécaud) [2 min 40 s]
5. L'Absent (Louis Amade/Gilbert Bécaud) [3 min 55 s]
6. Les Caraïbes (Pierre Grosz/Gilbert Bécaud) [5 min 17 s]
7. Mon père à moi (Louis Amade/Gilbert Bécaud) [3 min 14 s]
8. Et maintenant (Pierre Delanoë/Gilbert Bécaud) [2 min 45 s]
9. L'important c'est la rose (Louis Amade/Gilbert Bécaud) [3 min 10 s]
10. C'était mon copain (Louis Amade/Gilbert Bécaud) [3 min 43 s]